# Endlessness
《Endlessness》는 벨기에 출신 음악가 날라 시네프로의 두 번째 정규 음반이다. 2024년 9월 6일 워프 레코즈를 통해 발매된다. 8월 7일 〈Continuum 1〉이 리드 싱글로 발매됐다.

## 트랙 리스트
전체 작사·작곡: 날라 시네프로
| #            | 제목             | 재생 시간 |
| ------------ | ---------------- | --------- |
| 1.           | 〈Continuum 1〉  | 7:13      |
| 2.           | 〈Continuum 2〉  | 7:01      |
| 3.           | 〈Continuum 3〉  | 4:07      |
| 4.           | 〈Continuum 4〉  | 2:30      |
| 5.           | 〈Continuum 5〉  | 1:26      |
| 6.           | 〈Continuum 6〉  | 4:34      |
| 7.           | 〈Continuum 7〉  | 4:05      |
| 8.           | 〈Continuum 8〉  | 4:10      |
| 9.           | 〈Continuum 9〉  | 3:20      |
| 10.          | 〈Continuum 10〉 | 6:53      |
| 총 재생 시간 | 총 재생 시간     | 45:19     |

## 참여진
크레딧은 음반의 라이너 노트에서 발췌했다.
| 음악 - 날라 시네프로 – 모듈러 신스 (트랙 1–2, 5, 8), 신시사이저 (트랙 1–10), 하프 (트랙 2–3), 피아노 (트랙 4, 10) - 제임스 몰리슨 – 색소폰 (트랙 1, 9) - 모건 심슨 – 드럼 (트랙 1) - 실라 모리스그레이 – 플루겔호른 (트랙 2, 8) - 누비야 가르시아 – 색소폰 (트랙 2, 5–6), 보조 작곡 (트랙 2) - 낫차이에트 와킬리 – 드럼 (트랙 2, 6, 8, 10) - 라일 바톤 – 피아노 (트랙 2), 신시사이저 리드 (트랙 3, 7–9), 신시사이저 코드 (트랙 6) - 드웨인 킬빙턴 – 보조 작곡 (트랙 2), 신스 베이스 (트랙 8, 10) - 앨리스 시네프로 – 추가 베이스 샘플 (트랙 4) - 오케스트레이트 – 현악기 및 베이스 플루트 | 기타 - 날라 시네프로 – 작곡, 프로듀서, 녹음 및 엔지니어링, 믹싱, 현악기 작·편곡 및 지휘 - 릭 데이비드 – 녹음 및 엔지니어링 - 마크 브로어 – 첫 섹션 녹음 (트랙 8) - 베라 크라이캄프 – 첫 섹션 녹음 (트랙 8) - 가이 데이비 – 마스터링 (트랙 10) - 롭 에임스 – 현악기 오케스트레이션 및 지휘 - 알렉스 퍼거슨 – 현악기 녹음 및 엔지니어링 - 제디디아 리멜 – 현악기 녹음 및 엔지니어링 - 릭 데이비드 – 현악기 녹음 및 엔지니어링 - 다니엘라 요하네스 – 그림 - 마지야르 팔레반 – 디자인 |